# Albrekt I av Anhalt
Albrekt I, furste av Anhalt-Zerbst (tyska: Albrecht I., Fürst von Anhalt-Zerbst), okänt födelseår, död 17 augusti 1316, var regerande furste av Anhalt från 1290 till sin död och tillhörde huset Askanien. På mödernet var han även barnbarn till Birger Jarl av Sverige.

## Biografi
Albrekt I var son till fursten Siegfried I av Anhalt-Zerbst och hans fru Katarina Birgersdotter, som var dotter till Birger Jarl och syster till de svenska kungarna Valdemar Birgersson och Magnus Ladulås.
Hans far drog sig tillbaka som furste för att bli predikarmunk år 1290, varefter Albrekt efterträdde honom som regent. Fadern behöll dock till namnet furstetiteln fram till sin död 1298. Albrekt fick delar av staden Zerbst i förläning av markgrevarna av Brandenburg. Han deltog i belägringen av slottet Herlingsberg 1291, mot Henrik I av Braunschweig-Grubenhagen. År 1293 avskaffade han bruket av det västslaviska vendiska språket i Anhalts domstolar. Som furste var han den förste att ha sitt residens i borgen Köthen i nuvarande staden Köthen, 1295. Efter mordet på kung Albrekt I av Tyskland 1308 föreslogs han av markgreven Valdemar av Brandenburg som ny kung och kejsare, utan framgång. Han gjorde ett betydande antal donationer till kyrkor och kloster. 
Albrekt var gift två gånger, i första äktenskapet med Liutgart av Holstein (omkr. 1251-1289), dotter till Gerhard I av Holstein, och i andra äktenskapet med Agnes av Brandenburg (död 4 juni 1330), dotter till markgreven Konrad I av Brandenburg och änka till Johan I av Braunschweig-Lüneburg. Albrekt avled 1316 och efterträddes av de minderåriga sönerna Albrekt II och Valdemar I, de första åren under Valdemar av Brandenburgs förmyndarskap.

### Barn med Liutgart av Holstein
1. Siegfried II (död 1307/1316), kanik i Coswig.
2. Heinrich (död före 2 mars 1317), kanik i Coswig.

### Barn med Agnes av Brandenburg
1. Albrekt II, furste av Anhalt-Zerbst (död 17 juli 1362).
2. Agnes (död 1352), gift före september 1324 med greve Ulrich II av Lindow-Ruppin.
3. Valdemar I, furste av Anhalt-Zerbst (död 7 januari 1368).
4. Jutta, gift före 1337 med greve Albrekt II av Regenstein.
5. Matilda (död omkr. 1342), gift 1339 med furst Bernhard III av Anhalt-Bernburg.